# 天山点地梅
天山点地梅（学名：Androsace ovczinnikovii）为报春花科点地梅属下的一个种。

## 扩展阅读
- 維基物種上的相關：天山点地梅